# HK Iounost Minsk
Le HK Iounost Minsk (en biélorusse : ХК Юность-Минск) est un club de hockey sur glace de Minsk en Biélorussie.

## Historique
Le club est créé en 1994. Il évolue dans l'Ekstraliga.

## Palmarès
Compétitions nationales
- Vainqueur de la Ligue de la République socialiste soviétique de Biélorussie : 1980
- Vainqueur du Championnat de Biélorussie : 2004, 2005, 2006, 2009, 2010, 2011, 2016, 2019, 2020, 2021.
- Vainqueur de la Coupe de Biélorussie : 2004, 2009, 2010, 2013, 2015, 2019

Compétitions européennes
- Vainqueur de la Coupe continentale : 2007, 2011, 2018.